# Włodzimierz Bem de Cosban
Włodzimierz Bem de Cosban (ur. 4 kwietnia 1889 w Balwierzyszkach, zm. w 22 kwietnia 1954 w Buenos Aires) – major kawalerii Wojska Polskiego, kawaler Orderu Virtuti Militari, literat, publicysta, propagator zbliżenia kulturowego i politycznego polsko-węgierskiego.

## Życiorys
Urodził się 4 kwietnia 1889 w Balwierzyszkach, w ówczesnym powiecie mariampolskim guberni suwalskiej, w rodzinie Juliusza (1847–1900), powstańca styczniowego, i Eugenii z Siekluckich.
Ukończył Królewsko-Czeską Akademię Rolniczą w Taborze i Oficerską Szkołę Kawalerii w Petersburgu. W czasie I wojny światowej walczył w szeregach armii rosyjskiej. W 1914 wstąpił jako wolontariusz do 9 Bużańskiego Pułku Ułanów, w którym wylegitymował się ze swego pochodzenia w prostej linii od Franciszka hr. Bema de Cosban, swego pradziada i z praw do używania cudzoziemskiego tytułu hrabiowskiego, dziedziczonego przez tę linię.
Od 1916 w szeregach Dywizjonu Ułanów Polskich, który 5 kwietnia 1917 został rozwinięty w Pułk Ułanów Polskich, późniejszy 1 Pułk Ułanów. 20 lipca tego roku został wyznaczony na stanowisko szefa plutonu łączności. 24 lipca 1917 wziął udział w bitwie pod Krechowcami, w czasie której wykazał wysokie zalety wojenne i męstwo w boju oraz został przedstawiony przez dowódcę pułku do nagrody – Oręża Św. Jerzego.
W 1919 był przedstawicielem Naczelnego Dowództwo Wojsk Polskich przy rosyjskiej armii gen. Antona Denikina. W czasie wojny z bolszewikami walczył w szeregach 14 Pułku Ułanów Jazłowieckich. 27 sierpnia 1920 został zatwierdzony z dniem 1 kwietnia 1920 w stopniu rotmistrza, w kawalerii, w grupie oficerów byłych Korpusów Wschodnich i byłej armii rosyjskiej. 1 czerwca 1921 pełnił służbę w Oddziale II Sztabu Generalnego, a jego oddziałem macierzystym był 14 puł. 3 maja 1922 został zweryfikowany w stopniu majora ze starszeństwem z 1 czerwca 1919 i 94. lokatą w korpusie oficerów jazdy (od 1924 – kawalerii). 1 listopada 1922 został „powołany do służby Sztabu Generalnego z prawem jednorocznego doszkolenia w Wyższej Szkole Wojennej”. Pełnił wówczas służbę na stanowisku szefa sztabu VI Brygady Jazdy we Lwowie, pozostając oficerem nadetatowym 14 puł. Dwa dni później został powołany do Wyższej Szkoły Wojennej w Warszawie, w charakterze słuchacza kursu doszkolenia. Po zakończeniu kursu nie otrzymał dyplomu naukowego oficera Sztabu Generalnego, lecz z dniem 1 listopada 1923 został przeniesiony w stan nieczynny na okres 12 miesięcy bez prawa do poborów. Z dniem 31 grudnia 1925 został przeniesiony w stan spoczynku. Mieszkał w Oświęcimiu, a później w Budapeszcie. Od 1926 był członkiem Związku Ziemian województwa krakowskiego, a od 1927 honorowym prezesem Stowarzyszenia Siedmiogrodzkich Szeklerów na Węgrzech im. „Bem aˈpo”. W 1934, jako oficer stanu spoczynku pozostawał w ewidencji Powiatowej Komendy Uzupełnień Żywiec. Posiadał przydział do Oficerskiej Kadry Okręgowej Nr V. Był wówczas „przewidziany do użycia w czasie wojny”.
Zmarł 22 kwietnia 1954 w Buenos Aires.
23 grudnia 1919 ożenił się z Kirą księżniczką Światopełk-Mirską, z którą rozwiódł się 13 czerwca 1926.

## Ordery i odznaczenia
- Krzyż Srebrny Orderu Wojskowego Virtuti Militari nr 2629[20][21][22]
- Krzyż Walecznych trzykrotnie
- Medal Zwycięstwa[18]
- Krzyż Węgierski Zasługi 3. klasy[1]
- Odznaka za Rany i Kontuzje[23]

## Publikacje
- Generał Józef Bem : (1794-1850) : szkic biograficzny w 75-tą rocznicę śmierci. Kraków, Lwów, Warszawa: Wydawnictwo Zakładu Narodowego im. Ossolińskich, 1925. Brak numerów stron w książce
- Pod Krechowcami. Moskwa: 1917. Brak numerów stron w książce
- Właściciele dóbr Grójec pod Oświęcimem od XIV-go wieku. Warszawa: Instytut Heraldyczny, 1930. Brak numerów stron w książce
- Polsko-we̜gierska wspólna granica : zagadnienia dotycza̜ce Słowaczyzny i Rusi Podkarpackiej. Cieszyn: 1936. Brak numerów stron w książce
- Z kroniki Bemów. Warszawa: Towarzystwo Wydawnicze „Rój”, 1931. Brak numerów stron w książce